# Grand Hôtel Amazonas
Le Grand Hôtel Amazonas, ou Gran Hotel Amazonas en espagnol, est un établissement de séjour touristique situé à Puerto Ayacucho dans l'État d'Amazonas au Venezuela. Il est classé Monument national du Venezuela[réf. nécessaire].